# Siamaggiore
Siamaggiore là một đô thị ở tỉnh Oristano trong vùng Sardinia, có khoảng cách khoảng 90 km về phía tây bắc của Cagliari và cách khoảng 7 km về phía đông bắc của Oristano. Tại thời điểm ngày 31 tháng 12 năm 2004, đô thị này có dân số 1.005 người và diện tích là 13,2 km².
Siamaggiore giáp các đô thị: Oristano, Solarussa, Tramatza, Zeddiani.